# 希卡托尔
希卡托尔，是匈牙利杰尔-莫雄-肖普朗州所辖的一个村。总面积13.74平方公里，总人口298，人口密度21.7人/平方公里（2011年1月1日）。